# ヘルクレス座カッパ星
ヘルクレス座κ星 (ヘルクレスざカッパせい、κ Herculis / κ Her) は、ヘルクレス座の恒星。

## 概要
5等星のA星と6等星のB星からなる二重星。A星はG型の巨星、B星はK型の準巨星と似通っており、地球からは27秒離れた位置に見えるが、2つの恒星の間に重力的な結び付きはなく、いわゆる見かけの二重星である。

## 名称
固有名のMarsicは、アラビア語で「ひじ」という意味の al-marfiq から転訛したものとされる。2017年2月1日、国際天文学連合の恒星の命名に関するワーキンググループ (Working Group on Star Names, WGSN) は、Marsic をκ星Aの固有名として正式に承認した。